# Mike Nattrass
Michael (Mike) Nattrass (ur. 14 grudnia 1945 w Leeds) – brytyjski polityk, poseł do Parlamentu Europejskiego VI i VII kadencji (2004–2014).

## Życiorys
Pracował ponad 25 lat w Birmingham w przedsiębiorczości, działa nadto w organizacji geodetów. Należał do różnych eurosceptycznych ugrupowań (w tym do Partii Referendum). Wstąpił później do Partii Niepodległości Zjednoczonego Królestwa (UKIP), pełnił funkcję wiceprzewodniczącego tego ugrupowania.
W 2004 z ramienia UKIP uzyskał mandat posła do Parlamentu Europejskiego. Zasiadał w grupie Niepodległość i Demokracja. W wyborach w 2009 uzyskał reelekcję. W VII kadencji przystąpił do nowo powołanej grupy pod nazwą Europa Wolności i Demokracji, został też członkiem Komisji Transportu i Turystyki. W 2010 został posłem niezrzeszonym, jednak później wrócił do poprzedniej frakcji.